# Moltkeové

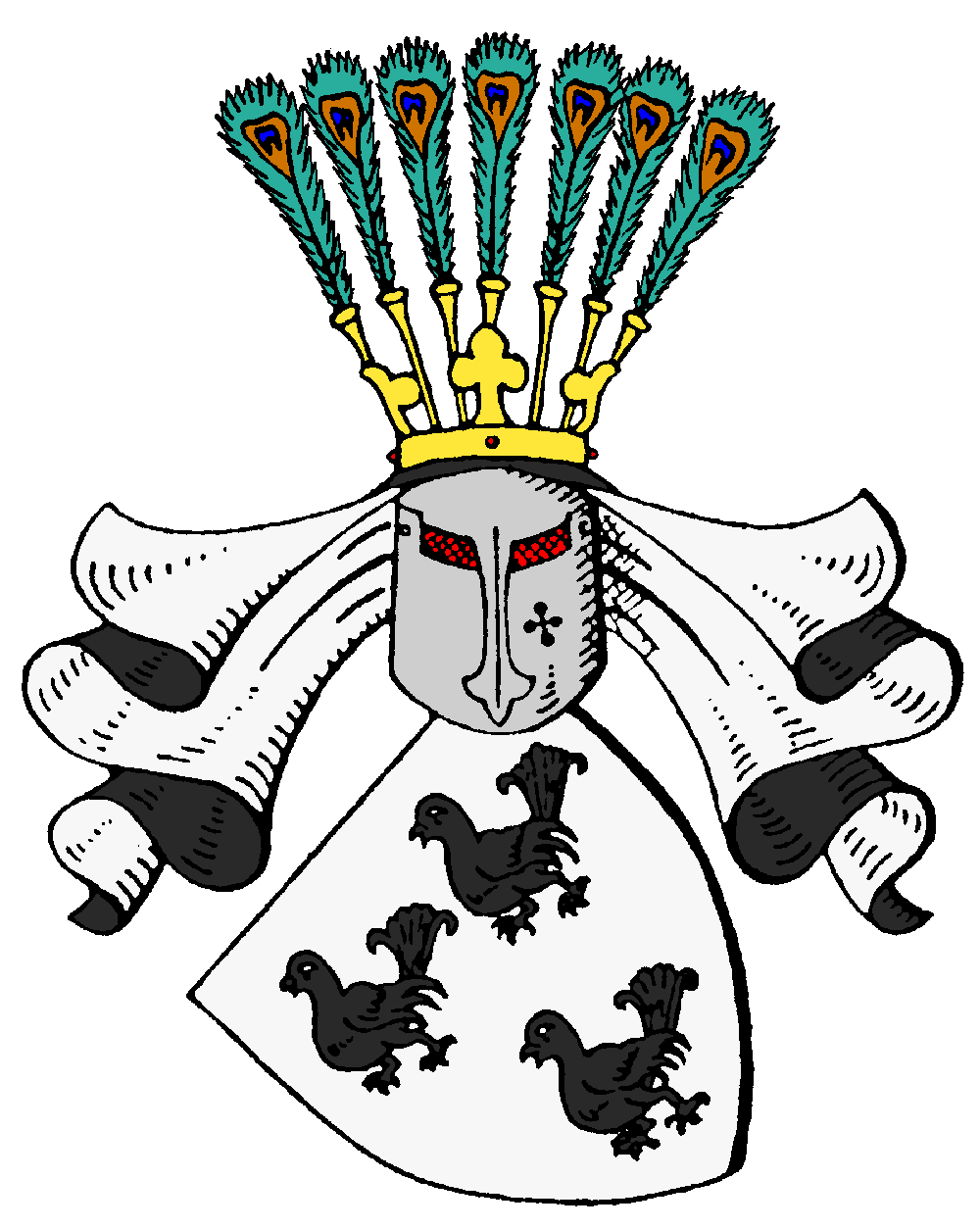
Erb Moltkeů

Moltkeové jsou německý původem meklenburský šlechtický rod, jehož některé větve od 18. století žijí v Dánsku. Poprvé jsou písemně doloženi k roku 1254. Maršál Helmuth von Moltke starší byl roku 1870 jmenován dědičným hrabětem. K dalším významným příslušníkům rodu patří například jeho synovec Helmuth von Moltke mladší, rovněž generál, a popravený odpůrce nacismu Helmuth James Graf von Moltke.